# 고바야시 다카미치
고바야시 다카미치(일본어: 小林 高道, 1979년 1월 3일 ~ )는 일본의 전 축구 선수이다.

## 구단 경력
과거 알비렉스 니가타에서 활동하였다.